# Tasker Howard Bliss
Tasker Howard Bliss, ameriški general, * 31. december 1853, Lewisburg, Pensilvanija, † 9. november 1930, Washington, D.C.